# شهرستان ویلسون (تگزاس)
شهرستان ویلسون، تگزاس (به انگلیسی: Wilson County, Texas) یک سکونتگاه مسکونی در ایالات متحده آمریکا است که در تگزاس واقع شده‌است.

## خصوصیات
شهرستان ویلسون ۲٬۰۹۲٫۷۲ کیلومترمربع مساحت دارد.

## نگارخانه

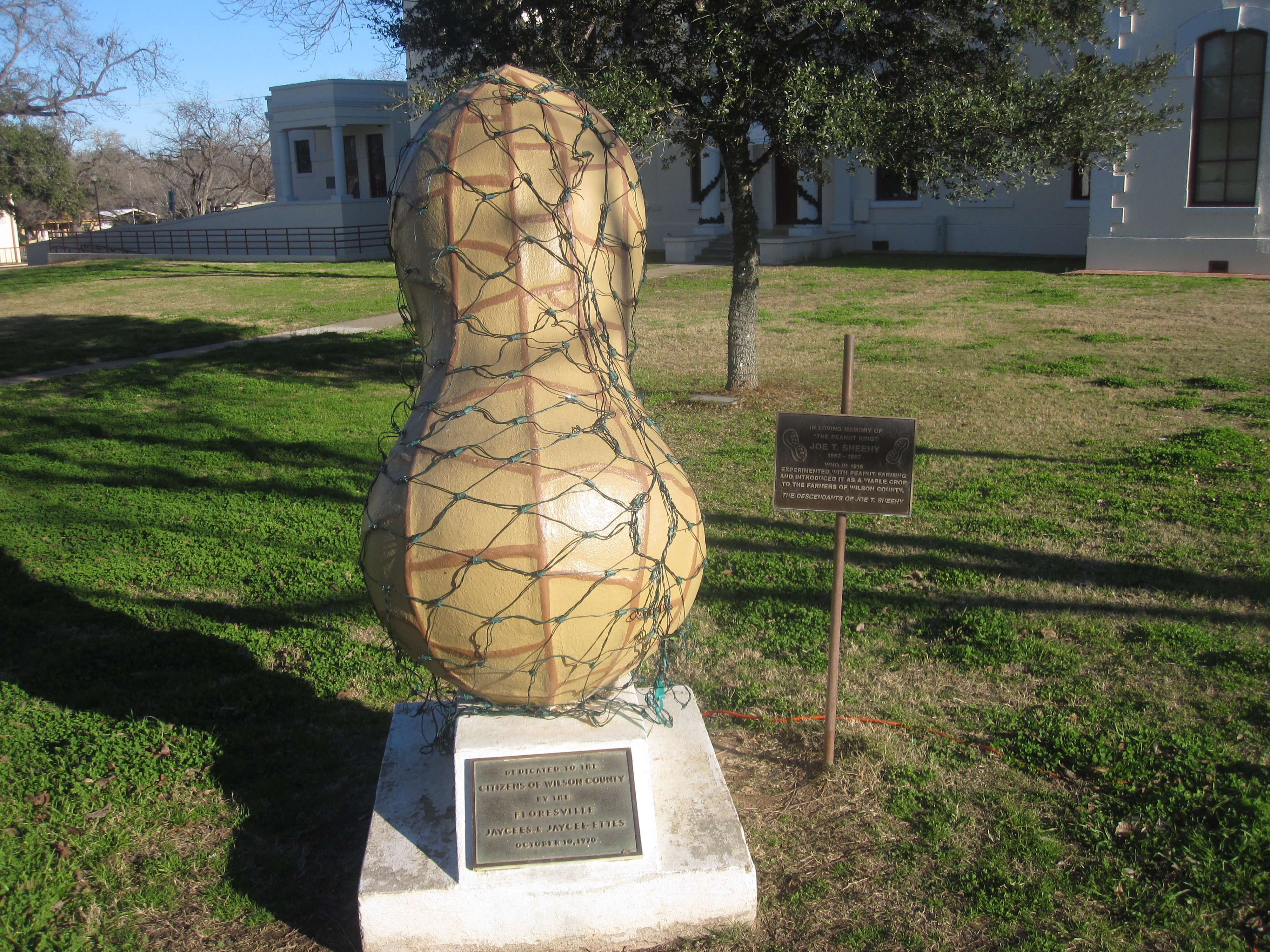
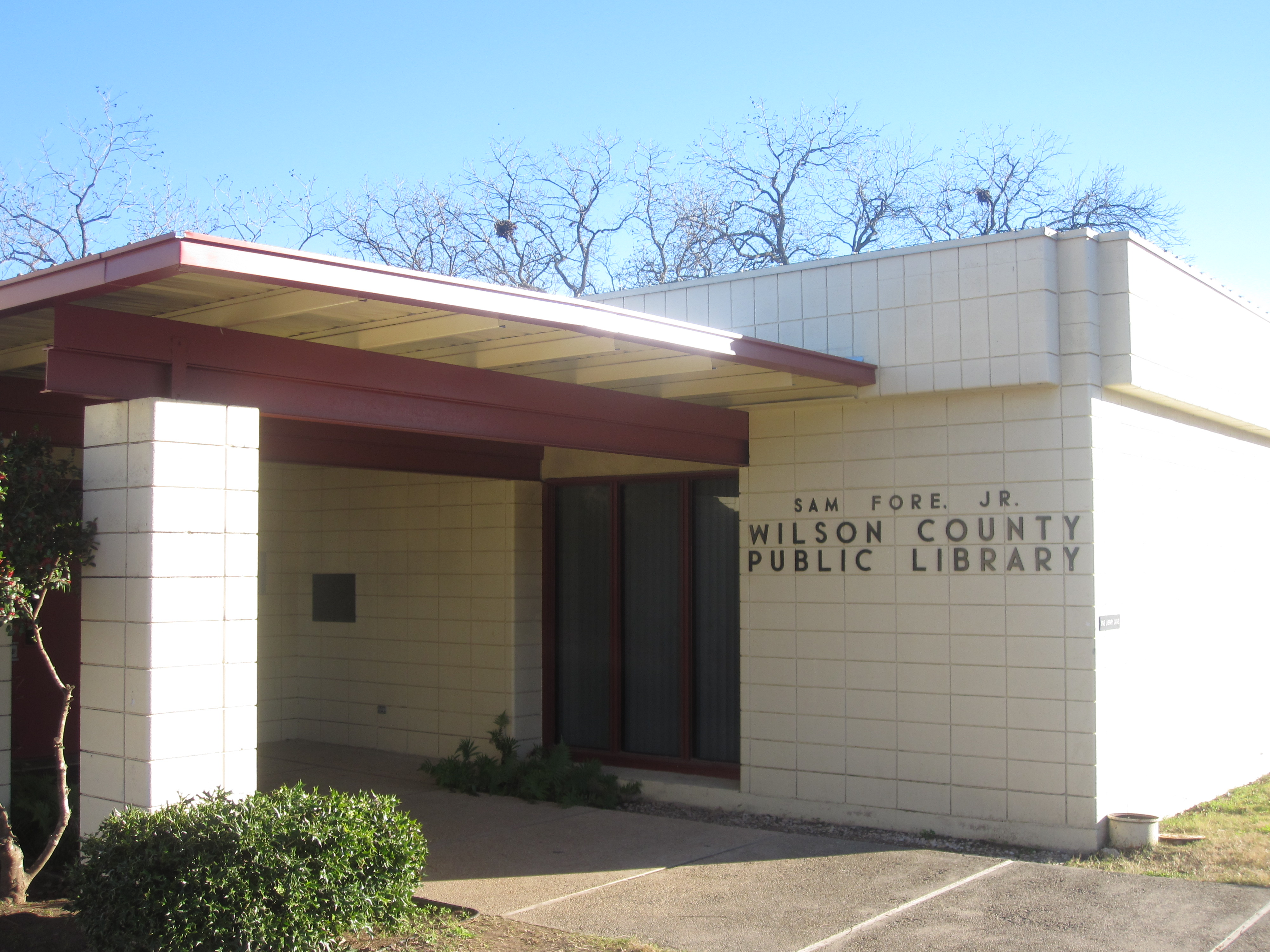
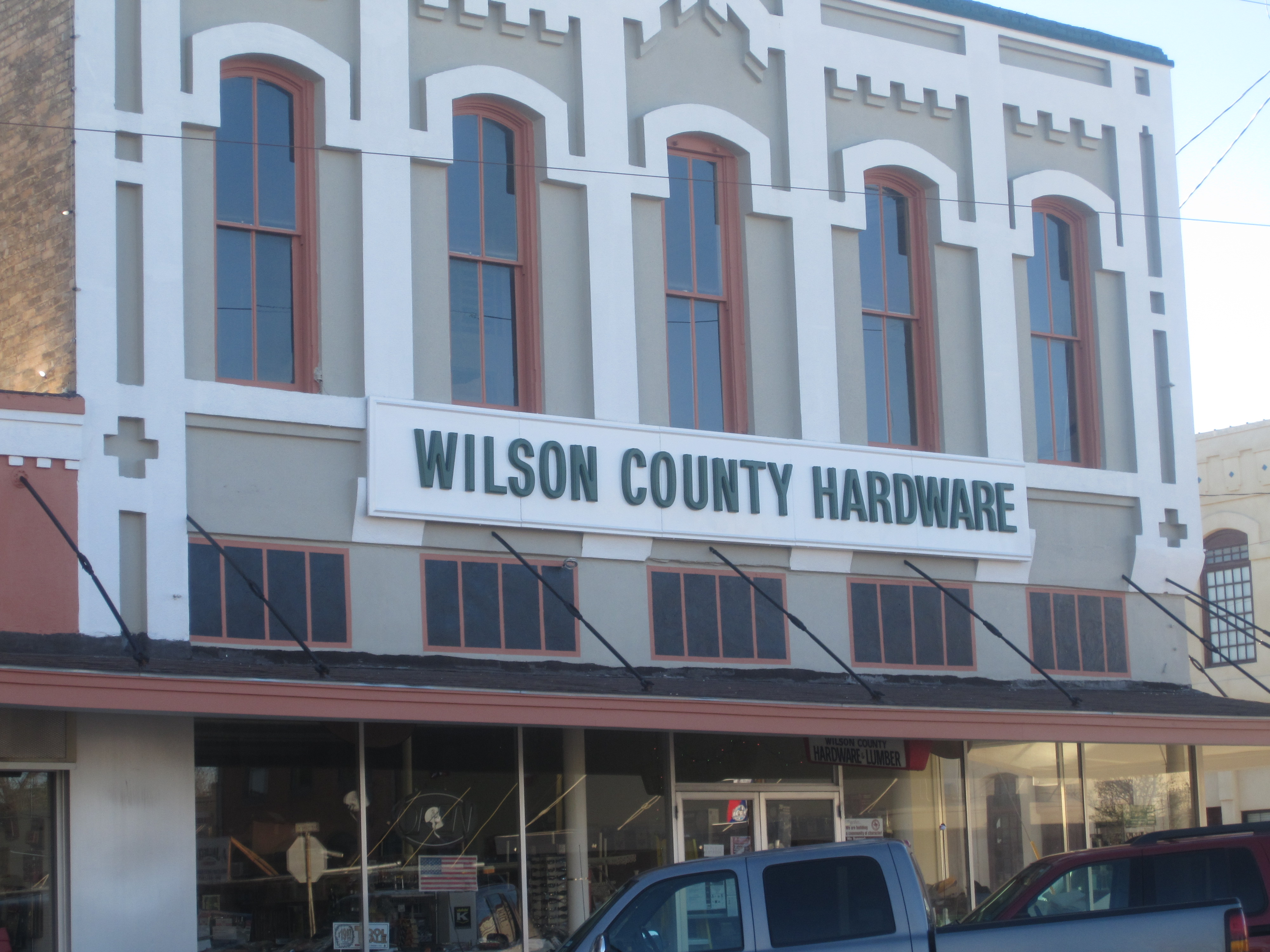